# Parti marijuana
Le Parti marijuana (Marijuana Party en anglais) est un parti politique fédéral canadien créé en 2000. Son but est de mettre fin à la prohibition et à son système politique. 

## Histoire
Le Parti marijuana a été créé en 2000 par les militants et les militantes du Bloc Pot, parti politique pro-cannabis du Québec, après deux tournées pan-canadiennes.
Afin d'être reconnu en tant que parti officiel, le Parti marijuana présente aux élections générales de 2000 un total de 73 candidats. Toutefois, il ne recueille pas assez de votes pour avoir des représentants.

## Résultats électoraux
| Élection | # Nombre de candidats | # Total des voix | % Pourcentage général | % Pourcentage partiel |
| -------- | --------------------- | ---------------- | --------------------- | --------------------- |
| 2000     | 73                    | 66 310           | 0,516 %               | 1,98 %                |
| 2004     | 71                    | 33 497           | 0,25 %                | 1,02 %                |
| 2006     | 23                    | 9 275            | 0,06 %                | 0,82 %                |
| 2008     | 8                     | 2 319            | 0,02 %                | 1,00 %                |
| 2011     | 5                     | 1 756            | 0,01 %                | 0,69 %                |
| 2015     | 8                     | 1 626            | 0,01 %                | 0.34%                 |
| 2019     | 4                     | 852              | 0.00%                 | 0.43%                 |
| 2021     | 9                     | 2 031            | 0.01%                 | 0.42%                 |
| 2025     | 2                     | 133              | 0.001%                | 0.088%                |

## Chef du parti
- Marc-Boris Saint-Maurice (2000-2004)
- Blair Longley (en) (depuis 2004)